# .ms
A .ms Montserrat internetes legfelső szintű tartomány kódja, melyet 1997-ben hoztak létre.